# حزقيال أنطونيو موراليس
حزقيال أنطونيو موراليس (بالإسبانية: Juan Antonio Morales Abrisqueta)‏ (18 أبريل 1969 في إسبانيا - ) هو لاعب كرة سلة إسباني في مركز الوسط، شارك في بطولة أمم أوروبا لكرة السلة 1989 وألعاب البحر الأبيض المتوسط 1987 وبطولة أمم أوروبا لكرة السلة 1993. ولعب مع نادي أولمبياكوس لكرة السلة ونادي بانيونيس لكرة السلة ونادي باوك لكرة السلة.

## وصلات خارجية
- حزقيال أنطونيو موراليس على موقع الاتحاد الدولي لكرة السلة (الإنجليزية)
- حزقيال أنطونيو موراليس على موقع الدوري الإسباني لكرة السلة (الإسبانية)
- حزقيال أنطونيو موراليس على موقع كرة السلة الأوروبية.كوم (الإنجليزية)
- حزقيال أنطونيو موراليس على موقع ريلجم (الإنجليزية)
- حزقيال أنطونيو موراليس على موقع بروبوليرز (الإنجليزية)
- حزقيال أنطونيو موراليس على موقع سبورتس رفرنس (الإنجليزية)